# Saint-Pierre-de-Mézoargues
Saint-Pierre-de-Mézoargues é uma comuna francesa na região administrativa da Provença-Alpes-Costa Azul, no departamento de Bouches-du-Rhône. Estende-se por uma área de 4,13 km². Em 2010 a comuna tinha 215 habitantes (densidade: 52,1 hab./km²).